# Aprosdoketophis andreonei
Aprosdoketophis andreonei — вид змій родини полозових (Colubridae). Ендемік Сомалі. Описаний у 2010 році Це єдиний представник монотипового роду Aprosdoketophis.

## Поширення і екологія
Aprosdoketophis andreonei відомі за єдиним музейним зразком, зібраним у 1922-1923 роках в регіоні Середня Джуба на півдні Сомалі, на висоті 500 м над рівнем моря. Вони живуть в напівпустельних чагарниках і склерофітних рідколіссях.